# ТРК «Гомель»
Республиканское унитарное предприятие радиотелецентр "Телерадиокомпания «Гомель» — областная ТРК в  Республике Беларусь. Основана 31 декабря 1957. Была первой областной ТРК в Беларуси.История гомельского телевидения началась в 50-х годах, тогда располагался любительский центр в  ДК железнодорожников. Из-за невозможности приема сигнала из Минска, центр принимал сигнал из Киева. 6 ноября 1956 года, была выпущена первая программа. Под руководством талантливого инженера Евгения Керножицкого работали энтузиасты, которые вскоре стали штатными сотрудниками уже профессионального гомельского телевидения. Первая программа была новогодней. 31 декабря 1957 года, она и вышла в эфир из любительского телецентра. С этого момента и началась история Телерадиокомпании "Гомель".

## История
Из-за отсутствия видеозаписи в то время, все шло в прямом эфире. Чтобы не произошло заминки, все передачи несколько раз репетировались, перед выдачей в эфир. Однако и с появлением видеозаписи возможности монтажа были крайне ограничены, так что из-за малейшей оговорки все приходилось снимать заново. Молодежная редакция также подключилась к работе в 60-70-е годы. Соперничество велось не только в регионах Белоруссии, но и других союзных республик. Редактор Виктория Колчунова проделывала чудеса прямо в прямом эфире. Тогда на ста метрах была организована работа сразу нескольких съемок передач.
С 13 Сентября 1999  на частоте Телеканала Культура начал вещать собственный канал Гомельского телевидения  "Показывает Гомель" впервые у телекомпании появляется собственный канал. Изначально канал вещал только по вечерам а в остальные время была ретрансляция канала Культура, с 2003 появляется и утренний блок программ и канал изменяет название на ГТ (Гомель). Однако, после реорганизации, 18 октября 2003 года на частоте «ГТ» начал вещание общереспубликанский телеканал «Лад» (ныне — «Беларусь 2»), в региональных «окнах» которого продолжили выходить передачи ТРК Гомель.

## Телеканал Беларусь 4 "Гомель"
25 Сентября 2015 телеканал Беларусь 4 начал вещание в Гомеле. Эфир телеканала будет занимать 17 часов, и это будут 17 часов эфира и максимум интересного. Его платформа базируется на унифицированной сетке вещания для всех областей страны под единым брендом "Беларусь 4". Преимущество нового телеканала в том, что героем эфира может стать практически каждый зритель Гомельской области. Особое внимание телевизионщики планируют уделять новостным программам. Кроме того, зрителям предложат сразу несколько новых проектов самой разной тематики - социально-экономической, культурной, спортивной и правоохранительной. В сетке вещания - ток-шоу, прямые телевизионные трансляции местных спортивных состязаний и массовых культурных мероприятий..

## Производство

### Радио
Радио «Экспресс» основано 14 августа 2001 года. В начале каждого часа в эфире новости. Передачи ведутся на ультракоротких волнах, 23 часа в сутки, ежедневно. Радио «Экспресс» до 01.10.2008 г. вещало на всю территорию Гомельской области. 1 октября 2008 года был произведен ребрендинг Радио «Экспресс» с настоящим названием Радио Гомель FM.

### Телевидение
- Телепередача «Старты и Финиши»
- Телепередача «Я ищу маму»
- Телепередача «Эконом»
- Телепередача «Деловые люди»
- Телепередача «Ностальгия»
- Телепередача «Зеркало души»
- Телепередача «Аплодисменты»
- Телепередача «Навіны рэгіёна» (для телеканалов «Беларусь-1» и «Беларусь-4»)
- Телепередача «Де-факто» (для телеканалов «Беларусь-2» и «Беларусь-4»)
- Телепередача «Диалог с властью»
- Рекламно-коммерческие видеофильмы, видеоролики, клипы (для телеканалов «Беларусь 1»,«Беларусь-2», «Беларусь-4» и «НТВ-Беларусь»)
- Телепередача «Диалог» (для телеканалов «Беларусь-2» и «Беларусь-4»)
- Телепередача «Преступление рождается в голове» (для телеканала «Беларусь-2»)
- Ток-шоу «Разбор полетов» (для телеканала «Беларусь-2»)
- Ток-шоу «Пушкина 8» (для телеканалов «Беларусь-2» и «Беларусь-4»)
- Ток-шоу «Главная тема» (автор и ведущий - Александр Говейко, для телеканала «Беларусь-4»)
- Телевикторина «Эрудит-пятёрка» (для телеканалов «Беларусь-2» и «Беларусь-4»)
- Телевикторина «Размаўляем па-беларуску» (для телеканалов «Беларусь-2» и «Беларусь-3»)
- Вечернее ток-шоу «Добрый вечер, Гомель!» (для телеканала «Беларусь-4»)
- Телепередача "Только по делу" (автор - Никита Береснев)
- Телепроект "Наше время" (автор и ведущий директор ТРК "Гомель" Александр Владимирович Добриян)
- Телеперадача "Черное и белое" (автор - Наталья Валынец)
- Телеперадача "Мнения"